# Gabriele Hinzmann
Gabriele Hinzmann (z domu Trepschek, ur. 31 maja 1947 w Schwerinie) – wschodnioniemiecka lekkoatletka specjalizująca się w rzucie dyskiem, dwukrotna uczestniczka letnich igrzysk olimpijskich w Monachium (1972) oraz Montrealu (1976), brązowa medalistka olimpijska z Montrealu.

## Sukcesy sportowe
- czterokrotna mistrzyni (1969, 1972, 1973, 1974) oraz trzykrotna wicemistrzyni (1970, 1975, 1976) Niemieckiej Republiki Demokratycznej w rzucie dyskiem[1]
- reprezentantka kraju w zawodach pucharu Europy[2]

| Rok  | Miasto    | Zawody                        | Konkurencja  | Wynik         |
| ---- | --------- | ----------------------------- | ------------ | ------------- |
| 1964 | Warszawa  | europejskie igrzyska juniorów | rzut dyskiem | srebrny medal |
| 1969 | Ateny     | mistrzostwa Europy            | rzut dyskiem | 7. miejsce    |
| 1972 | Monachium | letnie igrzyska olimpijskie   | rzut dyskiem | 6. miejsce    |
| 1974 | Rzym      | mistrzostwa Europy            | rzut dyskiem | brązowy medal |
| 1976 | Montreal  | letnie igrzyska olimpijskie   | rzut dyskiem | brązowy medal |

## Rekordy życiowe
- rzut dyskiem – 67,02 – Poczdam 01/09/1973 (były rekord NRD[4])